# Wertpapierhandel
Als Wertpapierhandel (oder Effektenhandel; englisch securities trading) wird im Finanzwesen der Handel mit Effekten bezeichnet, der als Börsenhandel oder außerbörslicher Handel stattfinden kann.

## Allgemeines
Wertpapierhandel ist somit die Anschaffung und Veräußerung von Effekten entweder für eigene Rechnung (Eigenhandel) oder fremde Rechnung (Kommissionsgeschäft). Der Wertpapierhandel findet statt auf dem Finanzmarkt. Marktteilnehmer sind hier Anleger, Broker, Kreditinstitute, Nichtbanken, Staaten, Versicherungsunternehmen, Wertpapierbörsen, Wertpapierhandelsbanken, Wertpapierhandelsunternehmen und Zentralbanken. Handelsobjekte im engeren Sinne sind nur die Effekten (Aktien, Anleihen, Investmentzertifikate), denn andere Wertpapiere gehören nicht zum Wertpapierhandel. Handelsstrategien sind Kauf oder Verkauf zum Zwecke der Kapitalanlage, Arbitrage (etwa Cross-Border-Aktienhandel), Spekulation (etwa Leerverkauf) oder als Sicherungsgeschäft (etwa Asset-Swaps). Handelsplatz sind Börsen oder computergesteuerter automatisierter Handel wie multilaterale und organisierte Handelssysteme. Marktpreise sind der Börsenkurs oder Interbankenkurs. 
Bei Kreditinstituten ist der Wertpapierhandel in der Aufbauorganisation ein Geschäftsbereich des Investment Banking, zu dem die Emission von Effekten für Bankkunden auf dem Primärmarkt und dem nachfolgenden Handel auf dem Sekundärmarkt gehören. Im Rahmen der bankrechtlich erforderlichen Funktionstrennung und wegen des Vier-Augen-Prinzips ist im Wertpapierhandel das Frontoffice organisatorisch strikt von der Marktfolge zu trennen.

## Rechtsfragen
Rechtsgrundlagen
Der Wertpapierhandel unterliegt einer strengen Marktregulierung. Maßgeblich regulativ eingreifende Gesetze sind insbesondere das Wertpapierhandelsgesetz (WphG), Börsengesetz, Kapitalanlagegesetzbuch, Schuldverschreibungsgesetz, Wertpapiererwerbs- und Übernahmegesetz, Wertpapierprospektgesetz oder die Kapitaladäquanzverordnung. Sind Kreditinstitute involviert, gehört der Wertpapierhandel als Finanzkommissionsgeschäft, Depotgeschäft oder Emissionsgeschäft zu den Bankgeschäften (§ 1 Abs. 1 KWG). Dabei ist es gleichgültig, ob Kreditinstitute Wertpapiere im Namen und für Rechnung ihrer Kunden handeln oder im Eigenhandel tätig sind (§ 1 Abs. 1a KWG).
Wertpapierbegriff
Das WpHG dehnt den bankenaufsichtsrechtlichen Wertpapierbegriff über Effekten hinaus auf alle Gattungen von übertragbaren Wertpapieren (mit Ausnahme von Zahlungsinstrumenten), die auf den Finanzmärkten handelbar sind, insbesondere Aktien, andere Anteile an in- oder ausländischen juristischen Personen, Personengesellschaften und sonstigen Unternehmen, soweit sie Aktien vergleichbar sind, sowie Hinterlegungsscheine, die Aktien vertreten, Schuldtitel (insbesondere Genussscheine und Inhaber- und Orderschuldverschreibungen) sowie Hinterlegungsscheine, die Schuldtitel vertreten und sonstige Wertpapiere, die zum Erwerb oder zur Veräußerung von Wertpapieren berechtigen oder zu einer Barzahlung führen, die in Abhängigkeit von Wertpapieren, von Währungen, Zinssätzen oder anderen Erträgen, von Waren, Indices oder Messgrößen bestimmt wird (§ 2 Abs. 1 WpHG), auch wenn keine Urkunden über sie ausgestellt sind (elektronische Wertpapiere). Auch zum Wertpapierbegriff nach dem WpHG gehören Geldmarktpapiere, Derivate, Finanzinstrumente und Commodities (Waren, Agrarprodukte und elektrischer Strom).
Legaldefinition
Die außer Kraft gesetzte Richtlinie 93/6/EWG vom 15. März 1993 über die angemessene Eigenkapitalausstattung von Wertpapierfirmen und Kreditinstituten enthielt für die Kreditinstitute in Art. 2 Nr. 6a eine umfassende Legaldefinition des Wertpapierhandels: „Der Eigenhandel mit Finanzinstrumenten, die von dem Institut zum Zweck des Wiederverkaufs gehalten und/oder von dem Institut übernommen werden, um bestehende und/oder erwartete Unterschiede zwischen dem Kauf- und Verkaufspreis oder andere Preis- oder Zinsschwankungen kurzfristig zu nutzen, sowie Positionen in Finanzinstrumenten, die im eigenen Namen für Rechnung Dritter zur Zusammenführung sich deckender Kauf- und Verkaufsaufträge gehalten werden, und Positionen, mit denen andere Teile des Wertpapierhandels abgesichert werden“. Zudem erfasste Art. 2 Nr. 6b der Richtlinie die aus dem Wertpapierhandel resultierenden Risiken „aus noch nicht abgewickelten Geschäften, aus Vorleistungen und aus abgeleiteten Instrumenten des Freiverkehrs, den Risiken aus Pensionsgeschäften und Wertpapierleihgeschäften mit den unter Buchstabe a) aufgeführten, zum Wertpapierhandel gehörenden Wertpapieren“.
Übertragbarkeit
Die schnelle und formlose Übertragbarkeit ist für den Wertpapierhandel ein essentielles Merkmal von Effekten. Da das Wertpapierrecht Effekten als bewegliche Sachen einstuft, ist ihre Übertragbarkeit durch bloße dingliche Einigung und Übergabe möglich (§ 929 BGB). Das trifft auf Inhaberpapiere (Inhaberaktien, Inhaberschuldverschreibungen und Investmentzertifikate) zu und ist insbesondere an den Wertpapierbörsen von Bedeutung. Weniger formlos übertragbar sind Orderpapiere (wie Namensaktie und Zwischenschein), weil neben Einigung und Übergabe noch ein Indossament auf dem Orderpapier für seine rechtswirksame Übertragung erforderlich ist. Technische Namenspapiere wie die vinkulierte Aktie bedürfen neben Einigung und Übergabe noch einer Abtretung des darin verbrieften Anspruchs. Die Verkehrsfähigkeit von Order- und Namenspapieren kann durch ein Blankoindossament bzw. eine Blankozession hergestellt werden.  

## Bankenaufsicht und Zentralbanken
Zwischen Januar 1995 und Mai 2002 gab es das kurzlebige Bundesaufsichtsamt für den Wertpapierhandel, das inzwischen Teil der Bankenaufsicht BaFin ist. Es war die für den Wertpapierhandel zuständige Aufsichtsbehörde, deren Aufgaben vollständig auf die BaFin übergegangen sind.
Zentralbanken tauchen im Wertpapierhandel als Marktteilnehmer im Rahmen ihrer Offenmarktpolitik auf. Hierbei sind sie Geschäftspartner der Geschäftsbanken als Käufer oder Verkäufer von notenbankfähigen Wertpapieren gegen Zahlung von Zentralbankgeld, wodurch die Zentralbanken unmittelbar die Geldmenge und mittelbar die Geldmarktzinsen beeinflussen können. Kaufen sie von den Geschäftsbanken Wertpapiere, führen sie diesen geldmengenerhöhende Liquidität zu, beim Verkauf wird dem Geldmarkt Liquidität entzogen. Verkauft die Zentralbank Wertpapiere, so muss sie günstigere Konditionen anbieten als sie im Interbankenhandel geboten werden.

## Digitalisierung
Die allgemeine Digitalisierung wirkt sich auch auf den Wertpapierhandel aus. Zunehmende Dematerialisierung und Tokenisierung bedeuten, dass Effekten künftig tendenziell nicht mehr als effektive Stücke gehandelt werden, sondern als elektronische Wertpapiere, über die keine Urkunden in Papierform mehr ausgestellt sein werden (auch keine Globalurkunden). Die Papierform als Trägermedium für Finanzinstrumente wird abgelöst (dematerialisiert und tokenisiert) durch digitale Daten. Die sachenrechtlich notwendige Übergabe wird hier durch eine Eintragung im Wertpapierregister ersetzt (§ 4 Abs. 4 eWpG).

## Wirtschaftliche Aspekte
Einen großen Teilbereich des Wertpapierhandels macht das Finanzkommissionsgeschäft der Kreditinstitute und Broker mit Kleinanlegern und institutionellen Anlegern aus. Diese erteilen ihre Wertpapierorder zum Zwecke des Kaufs oder Verkaufs von Effekten den Kreditinstituten und Brokern, die diese an die Wertpapierbörsen weiterleiten oder im außerbörslichen Handel unterbringen. Dadurch trägt der Wertpapierhandel entscheidend zur Kursbildung am Aktien- und Rentenmarkt bei. Das hat zur Folge, dass anhaltend steigende oder fallende Kurse vorkommen können. Worst Case der Kursbildung ist der Börsenkrach, Best Case eine Aktienhausse – beide ausgelöst durch den Wertpapierhandel.
Im Wertpapierhandel werden die Marktsegmente Aktienhandel (auf dem Aktienmarkt) und Rentenhandel (Rentenmarkt) unterschieden. Alleine das Handelsvolumen des weltweiten Aktienhandels erhöhte sich im Jahre 2000 von 49,8 Billionen US-Dollar auf 102,9 Billionen (2010), erreichte 2015 mit 152,7 Billionen seinen Höhepunkt und betrug 2019 insgesamt 119,9 Billionen US-Dollar. Im selben Jahr 2019 lag dagegen weltweit das Bruttoinlandsprodukt bei rund 87,35 Billionen US-Dollar, so dass eine erhebliche Disparität zwischen dem Wertpapierhandel als Teilmarkt der Finanzmärkte und den produzierten Gütern und Dienstleistungen als Teil der Gütermärkte vorhanden ist. 

## International
Die meisten Rechtsgrundlagen des Wertpapierhandels gelten auch in den EU-Mitgliedstaaten. In Österreich wird die Aufsicht über den Wertpapierhandel von der Finanzmarktaufsichtsbehörde (FMA) vor allem aufgrund des Bankwesengesetzes und des Wertpapieraufsichtsgesetzes wahrgenommen. In der Schweiz führt die Eidgenössische Finanzmarktaufsicht (FINMA) die Aufsicht und Kontrolle aller Bereiche des Finanzwesens.
Im Rahmen der makroprudenziellen Aufsicht über die Finanzmärkte in den EU-Mitgliedstaaten überwachen die European Banking Authority (EBA) und die European Securities and Markets Authority (ESMA) den Wertpapierhandel.
In den USA hat die United States Securities and Exchange Commission (SEC) vor allem die Aufgabe, den Wertpapierhandel zu überwachen.